# Eric Walker
Eric Walker (nascido como Anthony Eric Todd Walker) é um ex-ator, produtor musical e produtor ocasional de cinema e televisão estadunidense.

## Biografia
Nasceu em 1970 em Upland, Califórnia e começou a atuar aos seis anos em um comercial da Jack in the Box. É mais conhecido por seu papel como Mace Towani em Caravan of Courage: An Ewok Adventure e Ewoks: The Battle for Endor, ambos ambientados no universo Star Wars.
Fez participações especiais nas séries televisivas The New Leave It to Beaver e Filthy Rich e interpretou o irmão mais novo de Robert Downey Jr. no filme Less than Zero.